# Aqua GT
Aqua GT är ett racingspel utvecklat till Dreamcast och Playstation där man tävlar med en mängd olika vattengående maskiner på vattnet i ett 50-tal olika tävlingar.